# 河北省深州监狱
河北省深州监狱是隶属于中华人民共和国河北省监狱管理局的监狱。该监狱坐落在河北省深州市太古庄乡高古庄村，主要担负河北省重刑犯的关押和改造任务。辖区是深州市下辖的一个类似乡级单位。

## 沿革
该监狱原称河北省第三监狱，始建于1970年，当时是战备监狱。由于年久失修，自1990年代起，该监狱面临是否搬迁的问题，还一度曾经准备搬到衡水市市区。2010年初，决定该监狱不搬迁，改为在现址附近建设改造。
2003年，该监狱开始实行承包制。同年，中华人民共和国司法部发出通知，试点监企分开改革，要求“全额保障、监企分开、收支分开、规范运行”。但该监狱仍然在实行承包制，直到2011年发生王振轻越狱事件。

## 历任监狱长
……
- 刘贵卿（2002年-2010年）
- 霍新发（2010年-2011年）（因王振轻越狱事件被免职）
- 阚学军（2011-）

## 著名囚犯
- 王振轻，于2011年9月11日从该监狱越狱，9月24日凌晨被抓获。